# Калинин (крейсер)
«Калинин» — лёгкий крейсер проекта 26-бис. Назван в честь Михаила Ивановича Калинина.

## Строительство
Заложен 12 июня 1938 года на заводе № 199 в Комсомольске-на-Амуре. Спущен на воду 8 мая 1942 года. Включён в состав Тихоокеанского флота 31 декабря 1942 года.

## Служба
6 января 1943 года передан в состав военно-морского флота.
В 1942—1943 годах адмиралы Н. Г. Кузнецов и В. А. Алафузов предложили перевести крейсер Северным Морским путём для усиления Северного флота и такое решение было принято ГКО СССР, но в разгар подготовки к походу (на корабле уже установили дополнительную противоледовую защиту) 1 июня 1943 года оно было отменено.
В советско-японской войне в августе 1945 года корабль не участвовал, будучи в гарантийном ремонте на судозаводе № 202.
В 1946 году крейсер занял 1-е место на Тихоокеанском флоте, при этом завоевал 4 флотских приза.
С 17 января 1947 года по 23 мая 1953 года крейсер находился в составе 5-го ВМФ. С января 1949 по декабрь 1950 года крейсером командовал капитан 1-го ранга А. И. Рассохо (будущий адмирал). В 1951 году выходил в море на стрельбы под флагом командующего 5-го флота Ю. А. Пантелеева.
В октябре 1954 года крейсер выходил в море с правительственной комиссией, посетившей Тихоокеанский флот (Н. С. Хрущёв, А. И. Микоян, Н. А. Булганин, Р. Я. Малиновский, Н. Г. Кузнецов и др.), и выполнил показательную стрельбу главным калибром.
7 мая 1956 года корабль был выведен из боевого состава флота и законсервирован.
1 декабря 1957 года расконсервирован и опять введён в строй.
6 февраля 1960 года КР «Калинин» был разоружён и превращён в плавучую казарму.
12 апреля 1963 года крейсер исключён из состава флота.
Макет крейсера, изготовленный служившими на нём матросами, представлен в Центральном военно-морском музее в Санкт-Петербурге.